# Distretto di Rasuwa
Il distretto di Rasuwa è una distretto del Nepal di 44.731 abitanti, che ha come capoluogo Dhunche. Il distretto fa parte della provincia di Bagmati. 
Fino al 2015 faceva parte della zona di Bagmati nella Regione Centrale.
Geograficamente il distretto appartiene alla zona montagnosa himalayana detta Parbat. La zona nord-orientale del distretto fa parte del Parco nazionale del Langtang.
Il principale gruppo etnico presente nel distretto sono i Tamang.